# Malte Hagener

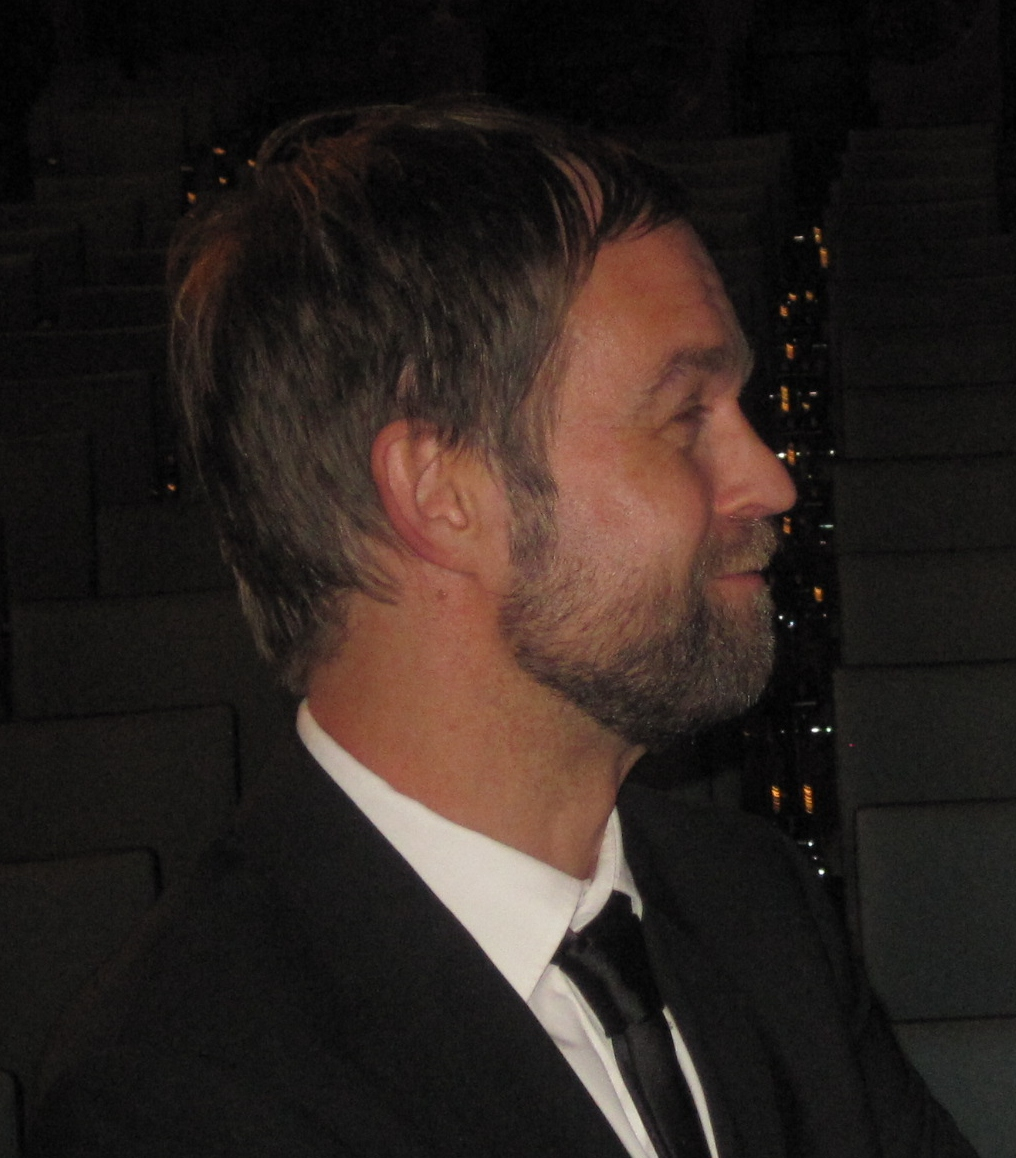
Malte Hagener (2014)

Malte Hagener (* 1971 in Hamburg) ist ein deutscher Film- und Medienwissenschaftler.

## Leben
Von 1992 bis 1997 studierte er Medien- und Literaturwissenschaft sowie Philosophie an der Universität Hamburg, an der University of East Anglia (DAAD-Stipendium 1994–1995) und an der Universiteit van Amsterdam (1996–1997). Von 2001 bis 2004 war er Mitarbeiter am Institut für Medien und Kultur der Universiteit van Amsterdam. Nach der Promotion 2005 war er von 2004 bis 2007 wissenschaftlicher Mitarbeiter im Bereich Medienwissenschaft (Geschichte und Ästhetik der Medien) an der Friedrich-Schiller-Universität Jena. Seit 2010 ist er Professor für Medienwissenschaft, insbesondere Geschichte, Theorie und Ästhetik des Films, an der Philipps-Universität Marburg. Von 2014 bis 2017 war er dort Prodekan und von 2017 bis 2019 Dekan des Fachbereichs Germanistik und Kunstwissenschaften.
Seine Forschungsschwerpunkte sind Filmtheorie und Filmästhetik, deutsche, europäische und internationale Filmgeschichte, Cinephilie, Post-Kinematografie, Animation, Medienarchäologie und Medienbildung.
Hagener ist seit 2011 Organisator des Marburger Kamerapreises. Im gleichen Jahr wurde er erster Vorsitzender der Gesellschaft für Medienwissenschaft.